# Società di Educazione Fisica Virtus 1923-1924
Questa pagina raccoglie i dati riguardanti la SEF Virtus Bologna nelle competizioni ufficiali della stagione 1923-1924.

## Stagione
La Virtus Bologna si classifica all'ultimo posto nel girone A della Lega Nord e retrocede in Seconda Divisione.

## Rosa
| N. |                   | Ruolo | Calciatore          |
| -- | ----------------- | ----- | ------------------- |
|    | Italia (bandiera) |       | Azzoni              |
|    | Italia (bandiera) | C     | Giuseppe Baccilieri |
|    | Italia (bandiera) | D     | Barbieri            |
|    | Italia (bandiera) | A     | Dante Baviera       |
|    | Italia (bandiera) |       | Bini                |
|    | Italia (bandiera) | D     | Vincenzo Bonora     |
|    | Italia (bandiera) |       | Borgioli            |
|    | Italia (bandiera) |       | Brosiani            |
|    | Italia (bandiera) | A     | Adolfo Contoli      |
|    | Italia (bandiera) | C     | De Segner           |
|    | Italia (bandiera) |       | Fiorini             |
|    | Italia (bandiera) | P     | Ercole Foschini     |
|    | Italia (bandiera) |       | Gardini             |

| N. |                   | Ruolo | Calciatore       |
| -- | ----------------- | ----- | ---------------- |
|    | Italia (bandiera) | P     | Luigi Gelati     |
|    | Italia (bandiera) | C     | Alberto Giordani |
|    | Italia (bandiera) | D     | Paulo Innocenti  |
|    | Italia (bandiera) |       | Malinverni       |
|    | Italia (bandiera) |       | Merighi          |
|    | Italia (bandiera) |       | Pedretti         |
|    | Italia (bandiera) |       | Ribolani         |
|    | Italia (bandiera) | A     | Rivolo           |
|    | Italia (bandiera) | C     | Adamo Roggia     |
|    | Italia (bandiera) |       | Ugolini          |
|    | Italia (bandiera) | D     | Mario Vannini    |
|    | Italia (bandiera) |       | Vellani          |

## Risultati

### Prima Divisione

#### Girone di andata
| Arbitro: | Zennaro (Genova) |

|             |           |                       |
| Baviera 32’ | Marcatori | 5’ Bellardi 10’ Firpo |

| Arbitro: | Fries (Milano) |

|                                     |           |          |
| Pagliarini 5’ Meneghetti 60’ (rig.) | Marcatori | 80’ Bini |

| Arbitro: | Gera (Torino) |

|  |           |                  |
|  | Marcatori | 23’ Cevenini III |

| Arbitro: | Guiot (Milano) |

|                                            |           |  |
| Banchero I 21’, 60’ Bay 34’ Baloncieri 61’ | Marcatori |  |

| Arbitro: | Trezzi (Milano) |

|                            |           |                                |
| Baccilieri 65’ Baviera 86’ | Marcatori | 12’ Luperi I 29’, 43’ Magnozzi |

| Arbitro: | Venegoni (Legnano) |

|                                                   |           |  |
| Gallino 39’ (rig.) Guzzo 43’ Gabba 62’ Mattea 88’ | Marcatori |  |

| Arbitro: | Turriti (Firenze) |

|                               |           |            |
| Forlivesi 35’ Breviglieri 60’ | Marcatori | 20’ Roggia |

| Arbitro: | Venegoni (Legnano) |

|  |           |                 |
|  | Marcatori | 19’ Zanninovich |

| Arbitro: | ? Crivelli (Milano) |

|                                                 |           |  |
| Cambiaso 8’ Raggio 20’ Bodrato I 69’ Derchi 88’ | Marcatori |  |

| Arbitro: | Vota (Torino) |

|                                                |           |  |
| Moruzzi 12’, 15’ Santamaria 38’, 85’ Catto 57’ | Marcatori |  |

| Arbitro: | Poderini (Firenze) |

|  |           |                                               |
|  | Marcatori | 22’ Rosetta 70’ Grabbi 86’ (rig.) Gianfardoni |

#### Girone di ritorno
| Arbitro: | Bistoletti (Milano) |

|  |           |                |
|  | Marcatori | 74’ Baccilieri |

| Arbitro: | Massa (Torino) |

|                     |           |             |
| Baccilieri 33’, 40’ | Marcatori | 88’ Marucco |

| Arbitro: | Boricelli (Verona) |

|                           |           |  |
| Conti 1’ Cevenini III 44’ | Marcatori |  |

| Arbitro: | Barbon (Venezia) |

|  |           |         |
|  | Marcatori | 28’ Bay |

| Arbitro: | Turbiani (Ferrara) |

|                                    |           |             |
| Magnozzi 9’, 44’, 83’ Scazzola 71’ | Marcatori | 2’ Giordani |

| Arbitro: | Cattaneo (Milano) |

|  |           |           |
|  | Marcatori | 22’ Gabba |

| Arbitro: | Bortoletti (Venezia) |

|                |           |            |
| Baccilieri 49’ | Marcatori | 22’ Cuttin |

| Arbitro: | Muttoni (Treviglio) |

|                                           |           |  |
| Fayenz 43’ Barzan 69’ (rig.) Fagiuoli 70’ | Marcatori |  |

| Arbitro: | Guiot (Milano) |

|                           |           |  |
| Baccilieri 28’ Rivolo 55’ | Marcatori |  |

| Arbitro: | Turriti (Firenze) |

|               |           |           |
| Baccilieri 3’ | Marcatori | 32’ Sardi |

| Arbitro: | Panzeri (Milano) |

|             |           |  |
| Gambino 62’ | Marcatori |  |

## Statistiche

### Statistiche di squadra
| Competizione    | Punti | In casa | In casa | In casa | In casa | In casa | In casa | In trasferta | In trasferta | In trasferta | In trasferta | In trasferta | In trasferta | Totale | Totale | Totale | Totale | Totale | Totale | DR  |
| Competizione    | Punti | G       | V       | N       | P       | Gf      | Gs      | G            | V            | N            | P            | Gf           | Gs           | G      | V      | N      | P      | Gf     | Gs     | DR  |
| --------------- | ----- | ------- | ------- | ------- | ------- | ------- | ------- | ------------ | ------------ | ------------ | ------------ | ------------ | ------------ | ------ | ------ | ------ | ------ | ------ | ------ | --- |
| Prima Divisione | 8     | 11      | 2       | 2       | 7       | 9       | 15      | 11           | 1            | 0            | 10           | 4            | 31           | 22     | 3      | 2      | 17     | 13     | 46     | -33 |

### Statistiche dei giocatori
| Giocatore     | Prima Divisione | Prima Divisione |
| Giocatore     | Presenze        | Reti            |
| ------------- | --------------- | --------------- |
| Azzoni        | 8               | 0               |
| G. Baccilieri | 21              | 7               |
| Barbieri      | 12              | 0               |
| D. Baviera    | 6               | 2               |
| Bini          | 4               | 1               |
| V. Bonora     | 9               | 0               |
| Borgioli      | 3               | 0               |
| Brosiani      | 6               | 0               |
| A. Contoli    | 8               | 0               |
| De Segner     | 3               | 0               |
| Fiorini       | 9               | 0               |
| E. Foschini   | 7               | -17             |
| Gardini       | 2               | 0               |
| L. Gelati     | 15              | -29             |
| A. Giordani   | 20              | 1               |
| P. Innocenti  | 21              | 0               |
| Malinverni    | 9               | 0               |
| Meringhi      | 4               | 0               |
| Pedretti      | 3               | 0               |
| Ribolani      | 4               | 0               |
| Rivolo        | 19              | 1               |
| A. Roggia     | 22              | 1               |
| Ugolini       | 2               | 0               |
| M. Vannini    | 22              | 0               |
| Vellani       | 3               | 0               |